# Festes de Sant Andreu de la Barca
Les festes de Sant Andreu de la Barca se celebren durant 4 dies a la tornada de l'estiu, el primer cap de setmana de setembre o l'ultim d'agost, de divendres a dilluns. El divendres a la tarda, des del balcó del ajuntament, es fa el pregó de festa major que dona inici a les festes, seguit d'una tronada. Durant les festes hi ha una trobada de gegants i un correfoc pels carrers del nucli històric de la vila, així com una oferta lúdica, gastronòmica, cultural, musical i tradicional als carrers del poble.